# Лія Крочетто
Лія Крочетто (5 січня 1980, Едріан, США) — американська оперна співачка (сопрано). 

## Біографія
Лія Крочетто народилася 5 січня 1980 року в Едріані. Закінчила Moody Bible Institute. У 2011 році Крочетто представляла США на Міжнародному конкурсі оперних співаків «Кардіффські голоси». Лія Крочетто виступає на найпрестижніших оперних сценах (Нова ізраїльська опера, Опера Сан-Франциско) та у відомих концертних залах (Карнеґі-хол). У 2021 році Washington Classical Review віднесло виступ Крочетто до десяти найкращих виступів року.

## Нагороди
- Переможниця Metropolitan Opera National Council Auditions (2010)[7][8]
- Переможниця José Iturbi International Music Competition (2009)[9][10]